# زرميتان (بشتكوه)
زرمیتان (بالفارسية: زرمیتان) هي قرية تقع في إيران في Poshtkuh Rural District. يقدر عدد سكانها بـ 311 نسمة بحسب إحصاء 2016.